# Cryptotis colombiana
Cryptotis colombiana är en däggdjursart som beskrevs av Neal Woodman och Timm 1993. Cryptotis colombiana ingår i släktet pygménäbbmöss, och familjen näbbmöss. IUCN kategoriserar arten globalt som livskraftig. Inga underarter finns listade i Catalogue of Life.
Arten förekommer i bergstrakter i Colombia. Den lever där i regioner som ligger 1750 till 2800 meter över havet. Cryptotis colombiana vistas i bergsskogar och på angränsande odlingsmark.